# 오이디푸스왕

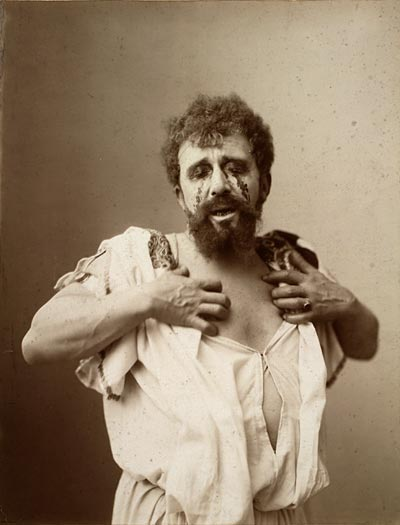
오이디푸스를 연기하는 알버트 그라이너, 1896년

《오이디푸스 왕》(고대 그리스어: Οἰδίπoυς τύραννoς Oidípous túrannos[*], 영어: Oedipus Rex 또는 Oedipus Tyrannus 또는 Oedipus the King)은 소포클레스가 지은 아테네 비극이다. 기원전 429년에 초연되었다. 소포클레스가 지은 테베 세 연극(Sophocles' three Theban plays) 중 두 번째로 완성되었다. 그러나 시간 순서로는 첫 번째이다. 《콜로노스의 오이디푸스》가 그 다음이고 《안티고네》가 시리즈의 마지막이다. 많은 사람이 소포클레스가 지은 테베 세 연극(Sophocles' three Theban plays)을 그리스 비극 명작으로 생각한다.

## 소개
지금껏 끊임없이 읽히고, 재창조되는 [오이디푸스 왕]은 서구 문명의 원형이라고 불릴 만하며, 아들과 아버지의 대립, 친부살해, 정체성의 탐구는 인류 역사를 설명하는 하나의 모델이기도 하다. 이 작품의 미덕은 오늘날의 독자가 읽기에도 전혀 지루하지 않은 탄탄한 구성에 있는데 아리스토텔레스가 소포클레스의 작품을 비극의 전범으로 삼은 것도 그러한 까닭에서다.
오이디푸스 왕은 서구 문명과 정신사의 원형이라고 부를 수 있을 만큼 끊임없이 연구되고, 재창조된 작품이다. 어머니와 아들의 애착, 아버지와 아들의 대립은 프로이트의 '오이디푸스 콤플렉스' 이론에 의해 설명된 바 있으며, 자신의 정체성을 찾고자 하는 오이디푸스의 갈망은 흔히 인간의 실존적 조건으로 해석된다.

## 설정

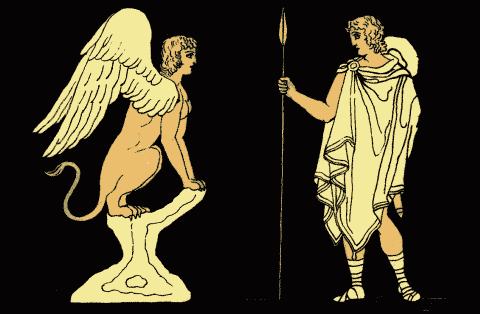
오이디푸스와 스핑크스

### 등장인물
- 오이디푸스: 주인공
- 이오카스테: 주인공의 어머니로 아내
- 크레온: 테베의 섭정
- 테이레시아스: 유명한 예언가
- 코린트의 사자
- 양치기
- 라이오스: 주인공의 아버지. 고인. 이름만 등장.
- 아폴론: 이 작품의 핵심 신탁을 준 신. 이름만 등장.

### 지리적 배경
- 테베: 주인공의 진정한 고향으로 이 연극의 무대
- 키테이론: 테베 근처의 산기슭. 주인공이 버려진 장소.
- 코린토스: 주인공이 성장하는 곳.
- 델포이: 아폴론의 신전이 있는 곳.

## 내용
연극 첫 장면이 열리기 전 많은 부분의 오이디푸스에 얽힌 설화가 발생한다. 이 비극의 주인공은 테베의 왕 라이오스와 그 왕비 이오카스테의 아들이다. 왕 라이오스는 예언자에게서 자기 아들로 말미암아 멸망한다는 예언 듣고서 갓난아이인 오이디푸스의 발을 핀으로 단단히 묶어 죽이라고 왕비 이오카스테에게 시킨다. 왕비 이오카스테는 하인에게 이 일을 지시하지만, 그 하인은 아기를 들판에 버린다. 아기 운명은 신에게 맡긴 셈이다. 한 목동이 아기를 발견하고 오이디푸스라고 이름 짓고 혼자 길러 보려고 했지만 속수무책이므로, 여름 동안 멀리서 가축 떼를 몰고 온 또 다른 목동에게 오이디푸스를 준다. 그 두 번째 목동은 아이오디푸스를 코린트로 데리고 갔고, 자식이 없던 코린트의 왕 폴리버스는 오이디푸스를 친자식처럼 기른다.
오이디푸스는 청년이 되어 자신이 폴리버스와 메로페의 친자식이 아니라는 소문을 듣는다. 그들은 부정하지만 오이디푸스는 여전히 의심한다. 그는 누가 자신의 생부인지, 아폴로 신전의 예언자에게 묻는다. 예언자는 그 남자가 한 질문에 직접 답하는 대신 그 남자가 자신의 어머니와 맺어지겠고 아버지의 피를 손에 묻힐 운명이라 말한다. 낙담한 오이디푸스는 예언된 운명을 피하려고 코린트를 떠난다. 즉 해칠 일을 사전(事前)에 막으려고 폴리버스와 메로페에게서 떨어진다.
테베로 가는 길에 오이디푸스는 그 남자의 생부인 테베의 왕 라이오스를 만난다. 물론 그들은 서로 알아보지 못한다. 더욱이 각자의 2륜 전차의 우선 통행을 위해 싸움을 벌인다. 오이디푸스의 오만은 그 남자를 왕 라이오스를 살해하는 데에 미친다. 예언자가 한 말의 일부가 실현되었다. 바로 다음 오이디푸스는 많은 점쟁이를 괴롭히던 스핑크스의 수수께끼를 푼다. “아침에 다리 네 족, 오후에 두 족, 저녁에 3족인 생물은 무엇인가?”
이에 오이디푸스는 사람이라 답한다. 아이로 네 발로 걷고 장성하여 두 발로 걸으며, 늙어 지팡이를 짚고 걷는 생물은 사람이다. 절망한 스핑크스는 스스로 절벽으로 몸을 던진다. 왕국 테베를 스핑크스의 저주에서 자유롭게 한 오이디푸스는 보상으로 왕족의 신분과 왕비이자 그 남자의 친모인 왕비 이오카스테를 차지한다. 예언이 모두 실현되었다. 물론 연극 무대 위에선 이 사실은 아직 밝혀지지 않는다.
연극은 수년 후 오이디푸스가 테베의 왕이 되어 다시 시작한다. 테베의 코로스는 테베 시민을 역병(疫病)에서 구제(救濟)해 달라고 오이디푸스에게 촉구(促求)한다. 이 역병은 테베 왕 라이오스를 살해하여 신들이 내린 벌이었다. 자신이 한 일이라는 사실을 모르고 살인자를 찾는 오이디푸스는 맹인 예언자인 티레시아스(Tiresias)에게 그 수배(手配)를 도와 달라고 요청한다. 티레시아스는 그 조사가 계속되는 실정을 경고하지만, 오이디푸스는 예언자 티레시아스가 맹인인데도 그 남자를 살인자로 지목하자 티에시아스는 오이디푸스 자신이 그 남자가 찾는 살인자라는 사실을 말한다. 이것이 오이디푸스를 격노하게 한다. 그 남자는 예언자를 이오카스테의 남동생 크레온(Creon)과 공모했다고 꾸민다.
오이디푸스는 살인의 생존한 유일한 목격자인, 왕 라이오스의 종을 소환한다. 그 남자는 오이디푸스가 왕이 되었을 때 규명(糾明)될 진실을 두려워하여 달아났었다. 곧이어 코린트에서 폴리버스의 사망을 알리려고 전령이 도착했다. 오이디푸스는 그 남자가 자신의 생부라 믿고 있었다. 이때 전령은, 사실은 오이디푸스가 입양된 아들이라는 사실과 누가 진짜 아버지인지 알려지지 않았다고 말한다. 뒤따르는 오이디푸스와 이오카스테는 논쟁했다. 그때 달아났던 종이 도착하고 그들은 진실을 짐작게 하고 수치(羞恥)스러워서 달아난다.
오이디푸스는 완고하고 불신에 가득찬 상태로 남아있었다. 두 번째 전령이 목동과 함께 도착했다. 그 남자는 오이디푸스가 왕 라이오스에 의해 버려진 아들이라고 밝힌다. 그 남자는 그 남자가 누구인지 알고 분을 삭이지 못한다. 이오카스테가 목매 자살한 사정을 알리는 소식이 들려왔다. 그 여자의 시신을 발견하고 오이디푸스는 스스로 이오카스테의 옷에 붙어있던 황금 브로치로 자신의 두 눈알을 파낸다.
연극은 오이디푸스가 그 남자의 아이들을 크레온에게 맡기고 크레온은 그 남자를 추방한다고 선언하면서 끝난다. 그 남자가 자신의 아이들과 함께 떠나겠다고 간청(懇請)하지만 크레온은 거절한다. 오이디푸스는 홀로 추방된다. 이 극의 주제는 다음 티레시아스가 말한 한 문장으로 요약된다. “지혜는 그 지혜의 소유자에게 어떠한 이익도 줄 수 없을 때 끔찍한 재앙이 된다.”

## 음악 작품
20세기에 스트라빈스키, 에네스쿠, 레온이 오페라의 소재로 삼았고 그 중 스트라빈스키의 오페라-오라토리오(1927)가 가장 널리 알려져 있다.

## 우리말 번역
- 소포클레스 지음, 《오이디푸스 왕/콜로노스의 오이디푸스》, 천병희 옮김, 양운덕 해설, 도서출판 숲, 2017년 4월 10일, 17~106면, ISBN 978-89-91290-76-1(번역문만 실려 있음)
- ″,《오이디푸스》, 정해갑 옮김, 도서출판 경진, 2021년 4월 15일, ISBN 9788959968152(원문과 번역문이 같이 실려 있음)

## 같이 보기
- 오이디푸스
- 스핑크스
- 오이디푸스 콤플렉스